# Krzysztof Azarewicz
Krzysztof Azarewicz (ur. 1974) – polski poeta, pisarz, tłumacz oraz okultysta.
W drugiej połowie lat 90. XX w. wraz z multiinstrumentalistą Piotrem Weltrowskim współtworzył projekt pod nazwą The 4th Is Eligor. W ramach którego zrealizował wydany w 1997 roku album pt. When the Purity Is Raped. Współtwórca wytwórni muzycznej Moonwheel Records. Azarewicz znany jest również ze współpracy z polskim zespołem black-deathmetalowym Behemoth, dla którego napisał teksty, m.in. na potrzeby takich płyt jak: Satanica (1999), Thelema.6 (2000), Zos Kia Cultus (Here and Beyond) (2002), Demigod (2004), The Apostasy (2007) oraz Evangelion (2009). Jego tekst ukazał się także na wydanej w 1998 roku płycie zespołu Hefeystos pt. Psycho Cafe.
Autor przekładów, m.in. Przygoda odkrywania samego siebie Stanislava Grofa czy Necronomicon Abdula Alhazreda. W 2003 roku na podstawie pomysłu nieżyjącego Pawła Wasilewskiego wraz z Arturem Mieczkowskim założył niezależne wydawnictwo Lashtal Press, specjalizujące się w publikacjach niskonakładowych. W 2006 roku, nakładem tegoż, ukazał się tomik wierszy pt. Księga Mgieł zawierający wiersze Azarewicza z lat 1997-2004. Publikował na łamach czasopism Anxious, Wiedza Tajemna oraz Albo albo. Problemy psychologii i kultury.

## Wybrana twórczość
Prace własne
- Wino sabatu, Lashtal Press 2010, ISBN 978-83-930589-2-1

Tłumaczenia
- Abdul Alhazred, Necronomicon czyli Księga Zmarłego Prawa, Fox 2000, ISBN 83-90853-97-3
- Stanislav Grof, Przygoda odkrywania samego siebie, Uraeus 2000, ISBN 83-85732-84-5
- Guido von List, Tajemnice run, Okultura 2003, ISBN 83-88922-04-1
- Austin Osman Spare, Księga Rozkoszy, Okultura 2005, ISBN 83-88922-09-2
- Aleister Crowley, Akeldama: Miejsce, gdzie grzebie się obcych, Lashtal Press 2003, ISBN 83-88922-06-8
- J.F.C. Fuller, Skarbnica obrazów, Lashtal Press 2010, ISBN 978-83-930589-1-4
- Aleister Crowley, Rosa Mundi i inne poematy miłosne, Lashtal Press 2011, ISBN 978-83-930589-3-8
- Aleister Crowley, Wizja i głos (Liber CDXVIII) z komentarzami, Lashtal Press 2011, ISBN 978-83-930589-5-2

Inne
- Łukasz Dunaj, Krzysztof Azarewicz (przedmowa), Konkwistadorzy diabła, Mystic Production 2012, ISBN 978-83-934928-0-0
- Adam Darski, Piotr Weltrowski, Krzysztof Azarewicz, Spowiedź heretyka. Sacrum Profanum, G+J Gruner+Jahr Polska 2012, ISBN 978-83-7778-197-5